# Вулканічне поле Сент-Майкл
Вулканічне поле Сент-Майкл — вулканічне поле, розташоване на островах Сент-Майкл і Стюарт на заході Аляски, США. Він містить 55 конусів і кратерів, включаючи щитові вулкани і маари. Вулканічне поле вважається частиною вулканічної провінції Берингового моря.
Хоча письмових записів про виверження в новітній історії немає, ескімоські старійшини мають розповідь про те, що гори в регіоні димлять. Найдавніші поселення ескімосів на західній Алясці датуються приблизно 200—500 р. до н. е., тому гори в вулканічному полі Сент-Майкл, ймовірно, вивергалися десь протягом останніх 3000 років.

## Вулкани
Вулкани в межах вулканічного поля Сент-Майкл включають:
- гора Кратер
- Сістер
- гора Сент-Майкл
- Стефенс-Хілл
- Стюарт-Хілл
- Вест-Хілл